# Videografia di Elton John
La videografia di Elton John è formata da 75 videoclip ufficiali e da 10 videoclip realizzati in collaborazione con altri artisti.
Elton ha avuto il suo momento d'oro negli anni Settanta: è in quel periodo che la sua carriera ha raggiunto l'apice, musicalmente e commercialmente parlando. All'epoca, l'utilizzo dei videoclip per promuovere un brano non era diffusissimo, e la rockstar non aveva mai mostrato di curarsene più di tanto (salvo per le hits del 1976 Don't Go Breaking My Heart e Sorry Seems to Be the Hardest Word). In seguito, però, dovette adattarsi alle nuove esigenze del mercato discografico e iniziò a pubblicarne molti, a partire da A Single Man (per i brani Part-Time Love e Song for Guy), dal singolo Ego e, soprattutto, da The Fox (per quest'ultimo album fu realizzato un videoclip per ogni singola canzone e non necessariamente per i singoli; i video realizzati vennero inseriti nella VHS Visions). Ciò nonostante, Elton non li ha mai apprezzati davvero: nel 1995 ha addirittura definito il videoclip di Believe "fottutamente detestabile" ("fucking loathsome"), e negli anni successivi ha sempre cercato di evitare, quando possibile, di apparire nei video dei propri brani (salvo rare eccezioni).
Due prodotti curiosi della videografia della star risultano essere i videoclip di Club at the End of the Street (1989) e Someday Out of the Blue (2000); entrambi, infatti, sono a cartoni animati (anche Elton viene rappresentato in questa veste), ma per ragioni diverse. All'epoca di Club at the End of the Street John passava molto tempo con Ryan White (giovane vittima dell'AIDS) e con la famiglia del ragazzo, nonostante la casa discografica avesse chiesto un video per il singolo; all'inizio di Someday Out of the Blue, invece, Elton si trasforma in un cartone animato dall'abito cinquecentesco per ambientarsi tra i personaggi del film La strada per El Dorado della Dreamworks.
Negli anni Duemila David LaChapelle ha realizzato diversi video estrosi per accompagnare le performance di Elton nel corso del Red Piano.

## I videoclip

### Anni Settanta
| Anno | Titolo                                    | Regista              | Album        | Video disponibile su                                                                    |
| ---- | ----------------------------------------- | -------------------- | ------------ | --------------------------------------------------------------------------------------- |
| 1976 | Sorry Seems to Be the Hardest Word        |                      | Blue Moves   | The Very Best of Elton John (Laserdisc, VHS, DVD) Love Songs (Laserdisc, VCD, VHS, DVD) |
| 1976 | Don't Go Breaking My Heart (con Kiki Dee) | Mike Mansfield       |              | The Very Best of Elton John (Laserdisc, VHS, DVD)                                       |
| 1978 | Ego                                       | Michael Lindsay-Hogg |              |                                                                                         |
| 1978 | Part-Time Love                            |                      | A Single Man |                                                                                         |
| 1978 | Song for Guy                              |                      | A Single Man |                                                                                         |

### Anni Ottanta
| Anno | Titolo                                    | Regista         | Album                                                   | Video disponibile su |
| ---- | ----------------------------------------- | --------------- | ------------------------------------------------------- | --- |
| 1981 | Breaking Down Barriers                    | Russell Mulcahy | The Fox                                                 | Visions (Laserdisc, VHS) |
| 1981 | Heart in the Right Place                  | Russell Mulcahy | The Fox                                                 | Visions (Laserdisc, VHS) |
| 1981 | Just like Belgium                         | Russell Mulcahy | The Fox                                                 | Visions (Laserdisc, VHS) |
| 1981 | Nobody Wins                               | Russell Mulcahy | The Fox                                                 | Visions (Laserdisc, VHS) |
| 1981 | Fascist Faces                             | Russell Mulcahy | The Fox                                                 | Visions (Laserdisc, VHS) |
| 1981 | Carla Etude/Fanfare                       | Russell Mulcahy | The Fox                                                 | Visions (Laserdisc, VHS) |
| 1981 | Chloe                                     | Russell Mulcahy | The Fox                                                 | Visions (Laserdisc, VHS) |
| 1981 | Heels of the Wind                         | Russell Mulcahy | The Fox                                                 | Visions (Laserdisc, VHS) |
| 1981 | Elton's Song                              | Russell Mulcahy | The Fox                                                 | Visions (Laserdisc, VHS) |
| 1981 | The Fox                                   | Russell Mulcahy | The Fox                                                 | Visions (Laserdisc, VHS) |
| 1982 | Blue Eyes                                 | Stephen Priest  | Jump Up!                                                | The Very Best of Elton John (Laserdisc, VHS, DVD) Love Songs (Laserdisc, VCD, VHS, DVD)                                       |
| 1982 | Empty Garden (Hey Hey Johnny)             |                 | Jump Up!                                                | Dream Ticket (DVD) |
| 1983 | I'm Still Standing                        | Russell Mulcahy | Too Low for Zero                                        | The Very Best of Elton John (Laserdisc, VHS, DVD) Rocket Man: The Definitive Hits (DVD)                                       |
| 1983 | I Guess That's Why They Call It the Blues | Russell Mulcahy | Too Low for Zero                                        | The Very Best of Elton John (Laserdisc, VHS, DVD) Love Songs (Laserdisc, VCD, VHS, DVD) Rocket Man: The Definitive Hits (DVD) |
| 1983 | Kiss the Bride                            | Godley & Creme  | Too Low for Zero                                        | The Very Best of Elton John (Laserdisc, VHS, DVD)                                                                             |
| 1984 | Sad Songs (Say So Much)                   | Russell Mulcahy | Breaking Hearts                                         | The Very Best of Elton John (Laserdisc, VHS, DVD)                                                                             |
| 1984 | Passengers                                | Simon Milne     | Breaking Hearts                                         | The Very Best of Elton John (Laserdisc, VHS, DVD)                                                                             |
| 1984 | Who Wears These Shoes?                    |                 | Breaking Hearts                                         | |
| 1984 | In Neon                                   | Bernie Taupin   | Breaking Hearts                                         | |
| 1985 | Act of War (con Millie Jackson)           | Russell Mulcahy | Ice on Fire (versione su CD)                            | |
| 1985 | Nikita                                    | Ken Russell     | Ice on Fire                                             | The Very Best of Elton John (Laserdisc, VHS, DVD) Love Songs (Laserdisc, VCD, VHS, DVD)                                       |
| 1985 | Wrap Her Up                               | Russell Mulcahy | Ice on Fire                                             | The Very Best of Elton John (Laserdisc, VHS, DVD)                                                                             |
| 1985 | Cry to Heaven                             | Ken Russell     | Ice on Fire                                             | |
| 1986 | Heartache All Over the World              | Mike Brady      | Leather Jackets                                         | |
| 1986 | Slow Rivers (con Cliff Richard)           | Mike Brady      | Leather Jackets                                         | |
| 1986 | Paris                                     |                 | Leather Jackets                                         | |
| 1987 | Candle in the Wind                        | Mark Fitzgerald | Live in Australia with the Melbourne Symphony Orchestra | Live in Australia with the Melbourne Symphony Orchestra (Laserdisc, VHS) Love Songs (Laserdisc, VCD, VHS, DVD)                |
| 1988 | I Don't Wanna Go on with You like That    | Russell Mulcahy | Reg Strikes Back                                        | The Very Best of Elton John (Laserdisc, VHS, DVD)                                                                             |
| 1988 | Town of Plenty                            | Russell Mulcahy | Reg Strikes Back                                        | |
| 1988 | A Word in Spanish                         | Russell Mulcahy | Reg Strikes Back                                        | |
| 1989 | Healing Hands                             |                 | Sleeping with the Past                                  | |
| 1989 | Sacrifice                                 | Alek Keshishian | Sleeping with the Past                                  | Love Songs (Laserdisc, VCD, VHS, DVD) Dream Ticket (DVD)                                                                      |
| 1989 | Club at the End of the Street             | Derek Hayes     | Sleeping with the Past                                  | |

### Anni Novanta
| Anno | Titolo                                                      | Regista                                                     | Album                                           | Video disponibile su                                                         |
| ---- | ----------------------------------------------------------- | ----------------------------------------------------------- | ----------------------------------------------- | ---------------------------------------------------------------------------- |
| 1990 | You Gotta Love Someone                                      | Andy Morahan                                                | The Very Best of Elton John, To Be Continued... | The Very Best of Elton John (Laserdisc, VHS, DVD)                            |
| 1990 | Easier to Walk Away                                         |                                                             | The Very Best of Elton John, To Be Continued... |                                                                              |
| 1991 | Don't Let the Sun Go Down on Me (live) (con George Michael) | Andy Morahan                                                | Duets                                           | Love Songs (Laserdisc, VCD, VHS, DVD)                                        |
| 1992 | The One                                                     | Russell Mulcahy                                             | The One                                         | Love Songs (Laserdisc, VCD, VHS, DVD)                                        |
| 1992 | Runaway Train (con Eric Clapton)                            | Denise Thorne                                               | The One                                         |                                                                              |
| 1992 | The Last Song                                               | Gus Van Sant                                                | The One                                         | The Last Song (VHS)                                                          |
| 1992 | Simple Life                                                 | Russell Mulcahy                                             | The One                                         |                                                                              |
| 1993 | True Love (con Kiki Dee)                                    | Vadim Jean                                                  | Duets                                           | Love Songs (Laserdisc, VHS, DVD)                                             |
| 1993 | Don't Go Breaking My Heart (con RuPaul)                     | Fenton Bailey & Randy Barbato                               | Duets                                           |                                                                              |
| 1993 | Ain't Nothing like the Real Thing (con Marcella Detroit)    | Rainer Thieding                                             | Duets                                           |                                                                              |
| 1994 | Can You Feel the Love Tonight                               | Matthew Amos                                                | The Lion King Soundtrack                        | The Lion King (DVD) Love Songs (Laserdisc, VCD, VHS, DVD) Dream Ticket (DVD) |
| 1994 | Circle of Life                                              | Richard Baskin                                              | The Lion King Soundtrack                        | Love Songs (Laserdisc, VCD, VHS)                                             |
| 1995 | Believe                                                     | Marcus Nispel                                               | Made in England                                 | Love Songs (Laserdisc, VCD, VHS, DVD) Dream Ticket (DVD)                     |
| 1995 | Made in England                                             | Howard Greenhalgh                                           | Made in England                                 |                                                                              |
| 1995 | Blessed                                                     | David Vital-Durand & Raphaël Vital-Durand                   | Made in England                                 | Love Songs (Laserdisc, VCD, VHS, DVD)                                        |
| 1995 | Please                                                      | Howard Greenhalgh                                           | Made in England                                 | Love Songs (Laserdisc, VHS, DVD)                                             |
| 1996 | You Can Make History (Young Again)                          | David Dobkin                                                | Love Songs                                      |                                                                              |
| 1996 | Live like Horses (con Luciano Pavarotti)                    |                                                             |                                                 |                                                                              |
| 1997 | Something About the Way You Look Tonight                    | Tim Royes                                                   | The Big Picture                                 |                                                                              |
| 1997 | Recover Your Soul                                           | Marcus Nispel                                               | The Big Picture                                 | Recover Your Soul (Singolo in CD, UK)                                        |
| 1999 | Written in the Stars (con LeAnn Rimes)                      | Harvey Bertram-Brown & Carolyn Corben (The New RenaisCAnce) | Elton John and Tim Rice's Aida                  |                                                                              |

### Anni Duemila
| Anno | Titolo                                        | Regista                                 | Album                                         | Video disponibile su |
| ---- | --------------------------------------------- | --------------------------------------- | --------------------------------------------- | --- |
| 2000 | Someday Out of the Blue                       | Joseph Kahn & Bibo Bergeron             | Elton John's The Road to El Dorado Soundtrack | The Road to El Dorado (DVD) |
| 2001 | I Want Love                                   | Sam Taylor-Wood                         | Songs from the West Coast                     | I Want Love (Singolo in CD, UK) One Night Only: The Greatest Hits Live at Madison Square Garden (DVD) Dream Ticket (DVD) Rocket Man: The Definitive Hits (DVD) |
| 2001 | This Train Don't Stop There Anymore           | David LaChapelle                        | Songs from the West Coast                     | One Night Only: The Greatest Hits Live at Madison Square Garden (DVD)                                                                                          |
| 2001 | Original Sin                                  | David LaChapelle                        | Songs from the West Coast                     | This Train Don't Stop There Anymore (Singolo in CD, UK) One Night Only: The Greatest Hits Live at Madison Square Garden (DVD)                                  |
| 2002 | Your Song (con Alessandro Safina)             | Tom Bird                                |                                               | Your Song (Singolo in CD, UK) |
| 2002 | Sorry Seems to Be the Hardest Word (con Blue) | Max Giwa & Dania Pasquini (Max & Dania) | One Love                                      | One Night Only: The Greatest Hits Live at Madison Square Garden (DVD)                                                                                          |
| 2003 | Are You Ready for Love                        | Kate Dawkins                            | The Complete Thom Bell Sessions               | Are You Ready for Love (Singolo in CD, UK) Are You Ready for Love (DVD) Dream Ticket (DVD)                                                                     |
| 2003 | The Heart of Every Girl                       | Nigel Dick                              | Mona Lisa Smile Soundtrack                    | |
| 2004 | All That I'm Allowed (I'm Thankful)           | David LaChapelle                        | Peachtree Road                                | |
| 2004 | Turn the Lights Out When You Leave            | Sam Taylor-Wood                         | Peachtree Road                                | |
| 2005 | Electricity                                   | Stephen Daldry                          | Billy Elliot Original Cast Recording (London) | |
| 2006 | Tinderbox                                     | Julian Gibbs & Julian House             | The Captain and the Kid                       | Rocket Man: The Definitive Hits (DVD) |

### Video non ufficiali
- 1970: Your Song, proveniente dall'album Elton John: appare in The Very Best of Elton John (Laserdisc, VHS, DVD), Love Songs (Laserdisc, VCD, VHS, DVD) e Rocket Man: The Definitive Hits (DVD)
- 1973: Step Into Christmas

### Collaborazioni
- 1980: Donner Pour Donner (duetto con France Gall)
- 1985: That's What Friends Are For (con Dionne Warwick, Stevie Wonder e Gladys Knight)
- 1987: Flames of Paradise (con Jennifer Rush), regia di Nick Morris
- 1989: Through the Storm (con Aretha Franklin)
- 1997: Perfect Day (singolo benefico con artisti vari)
- 2005: Ghetto Gospel (Tupac Shakur feat. Elton John), regia di Nzingha Stewart
- 2005: Tears in Heaven (artisti vari)

### Partecipazioni in altri video
- 1987: When We Was Fab (George Harrison)
- 2002: Answering Bells (Ryan Adams)
- 2007: Windows in the Sky (U2)